# Château de Neudeck

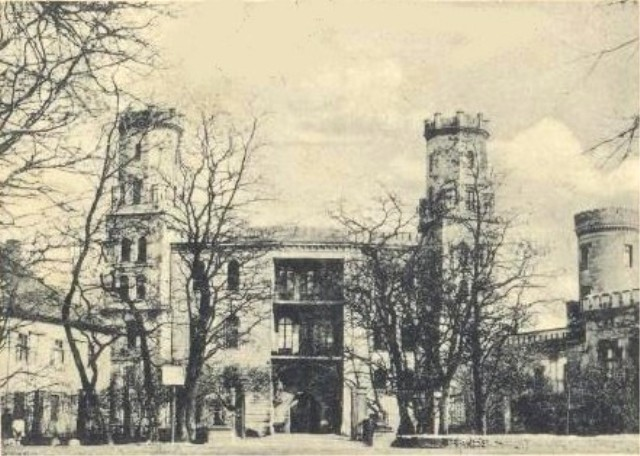
L'ancien château en son temps

Le château de Neudeck (en polonais Zamek w Świerklańcu) était la résidence de la famille noble allemande Henckel von Donnersmarck, en Haute-Silésie. 
Le château, avec son domaine, était considéré comme l'un des plus grands et prestigieux de l'Empire allemand, et était populairement appelé Petit Versailles ou  Versailles de haute-Silésie. Il est situé à environ deux kilomètres au sud-est de la commune de Świerklaniec (en allemand : Neudeck) dans le Powiat Tarnogórski en Pologne.
Les ancien et nouveau châteaux ont été incendiés par l'armée rouge en 1945, puis détruits en 1961. Aujourd'hui, il reste du domaine le parc du château, "le Palais des cavaliers", la chapelle seigneuriale et funéraire des Donnersmarck, ainsi que quelques bâtiments annexes et monuments.

## Histoire
Durant le Moyen Âge, le territoire de l'actuelle commune de Świerklaniec représentait un point stratégique, car la rivière Brynica formait à cet endroit une frontière naturelle entre la Silésie et la Pologne. Une importante route commerciale était en outre établie de Częstochowa vers Bytom. 
Ainsi, afin de renforcer la frontière, une place forte fut construite au XIe siècle, qui deviendra plus tard l'ancien château. Pour se défendre, des douves et un rempart en terre furent construits tout autour de la position. Elle devint au même moment la propriété d'un staroste, Boleslas le Vaillant.
En 1179 le duc de Racibor Mieszko Ier acquit le domaine du duc polonais Casimir II, puis il fut ensuite récupéré en 1337 par les princes de Teschen. Il est probable que, durant cette période de transition, le duc d'Œls Conrad II ait développé l'emplacement en château fort ; à cet égard, il est à noter qu'à cette époque, la Silésie comportait 18 principautés et plusieurs places fortes, ainsi presque chaque ville importante était le siège d'une principauté.
Le XVe siècle a été marqué par de nombreux changements de domination. La dernière mention des Teschen en tant que propriétaires remonte à l'an 1451. En 1477, Świerklaniec devint pour la première fois une partie du duché de Bytom et dans la même année, le nom du château fort frontalier, Swiklenczy,  fut mentionné. Le duc d'Opole Jean II, le dernier Piast d'Opole, obtint en 1498 les territoires aux alentours de Bytom pour la somme de 19 000 florins, et transforma le château existant. Des briques furent employées dans un style gothique. Neudeck faisait à cette époque partie de la plus importante principauté de Silésie. 
Lorsque Jean II, en 1526, manqua d'argent pour le financement, le château dut être mis en gage. Six ans plus tard, durant l'année de sa mort en 1532, l'ensemble du territoire de Neudeck ainsi que ses environs tombèrent dans les mains de Josef de Brandebourg et par conséquent dans les mains de la maison de Hohenzollern, qui avec le Margraviat de Brandebourg possédaient la qualité de Prince-électeur. À travers cet événement, Świerklaniec obtint une certaine importance politique, qui dura près de cent ans. 
Les propriétaires successifs furent notamment Joseph Friedrich, Joachim Friedrich et Johann Josef von Hohenzollern. Ils ont eu pour mérite la reconstruction de nombreuses exploitations minières, ce qui a permis de développer la capacité industrielle de la région de façon déterminante. Durant leur règne est à noter également l'attribution des droits de possession de la montagne et de la ville à la future sous-préfecture de Tarnowitz. Pendant la guerre de Trente Ans, les Hohenzollern perdirent en 1621 l'ensemble des territoires de Haute-Silésie au profit des Habsbourg, territoires qui resteront toutefois très peu de temps en leur possession.

### Sous le règne des Donnersmarck

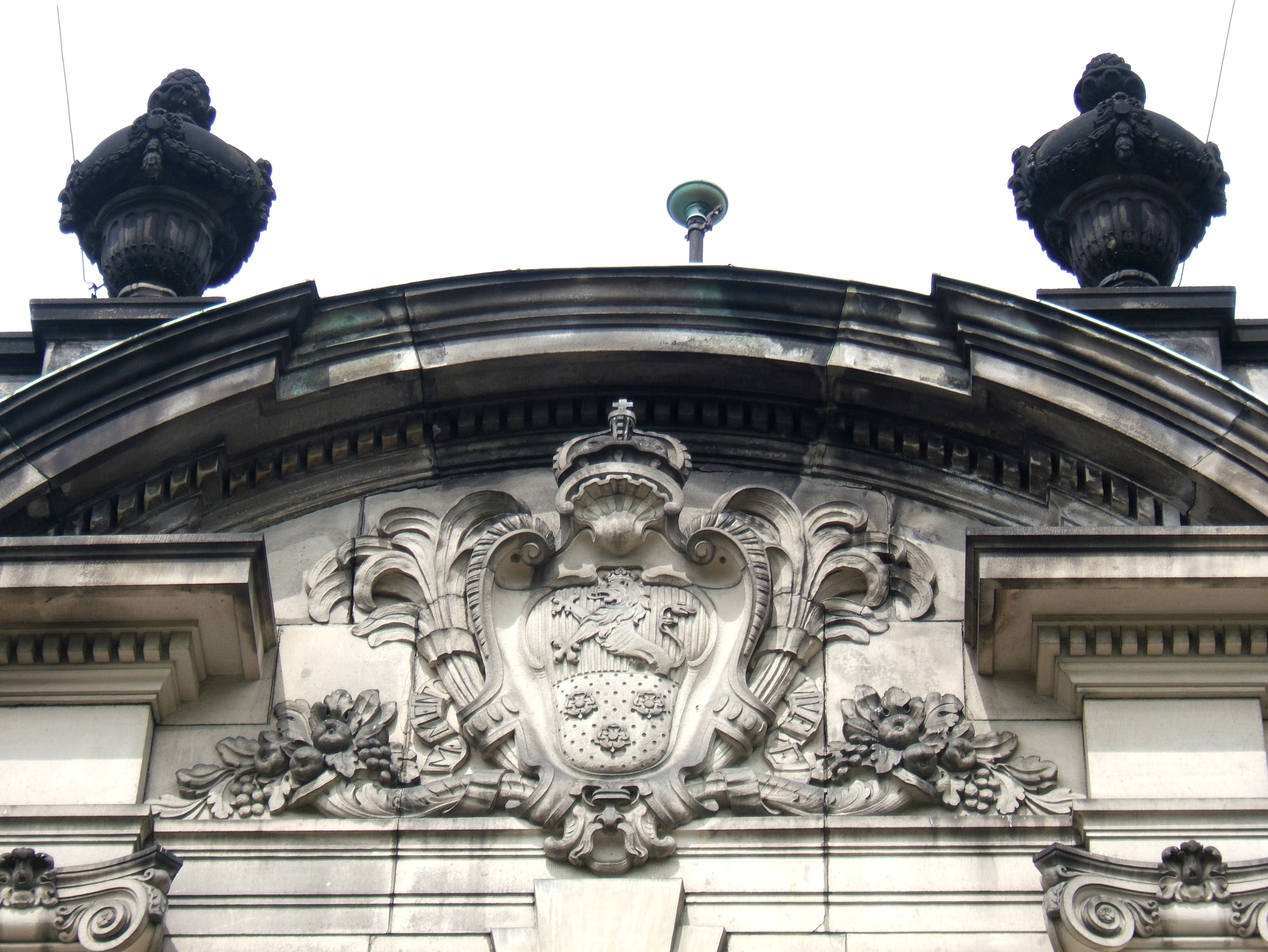
Armoiries des Donnersmarck sur la façade du palais des chevaliers

En 1623, Lazare I Henckel von Donnersmarck obtint le contrôle de la justice de la principauté de Silésie à titre de gage, ce qui amena une ère de règne sous cette famille. Dans ce contexte apparaît aussi pour la première fois la désignation de Neudeck. 
Le 26 mai 1629, son fils, Lazare II, racheta le territoire de Neudeck à l'empereur Ferdinand II et fit de ce lieu le siège d'une lignée de Donnersmarck. Depuis lors, l'ensemble des possessions des Donnersmarck fut transmis par héritage, de façon indivisible. 
En 1651 la famille reçut le titre honorifique de Grave. En 1670, l'héritage fut partagé par fidéicommis entre Bytom et Tarnowitz-Neudeck. Le premier représentant de la lignée protestante des Tarnowitz-Neudecker fut Karl Maximilian Graf Henckel von Donnersmarck. 
Entre 1670 et 1680, il fit transformer par un italien le vieux château en résidence représentative du style Renaissance, avec un parc environnant. En accord avec l'esprit du temps, le château se modernisa au XVIIIe siècle en adoptant un style baroque.

### Apogée auXIXesiècle

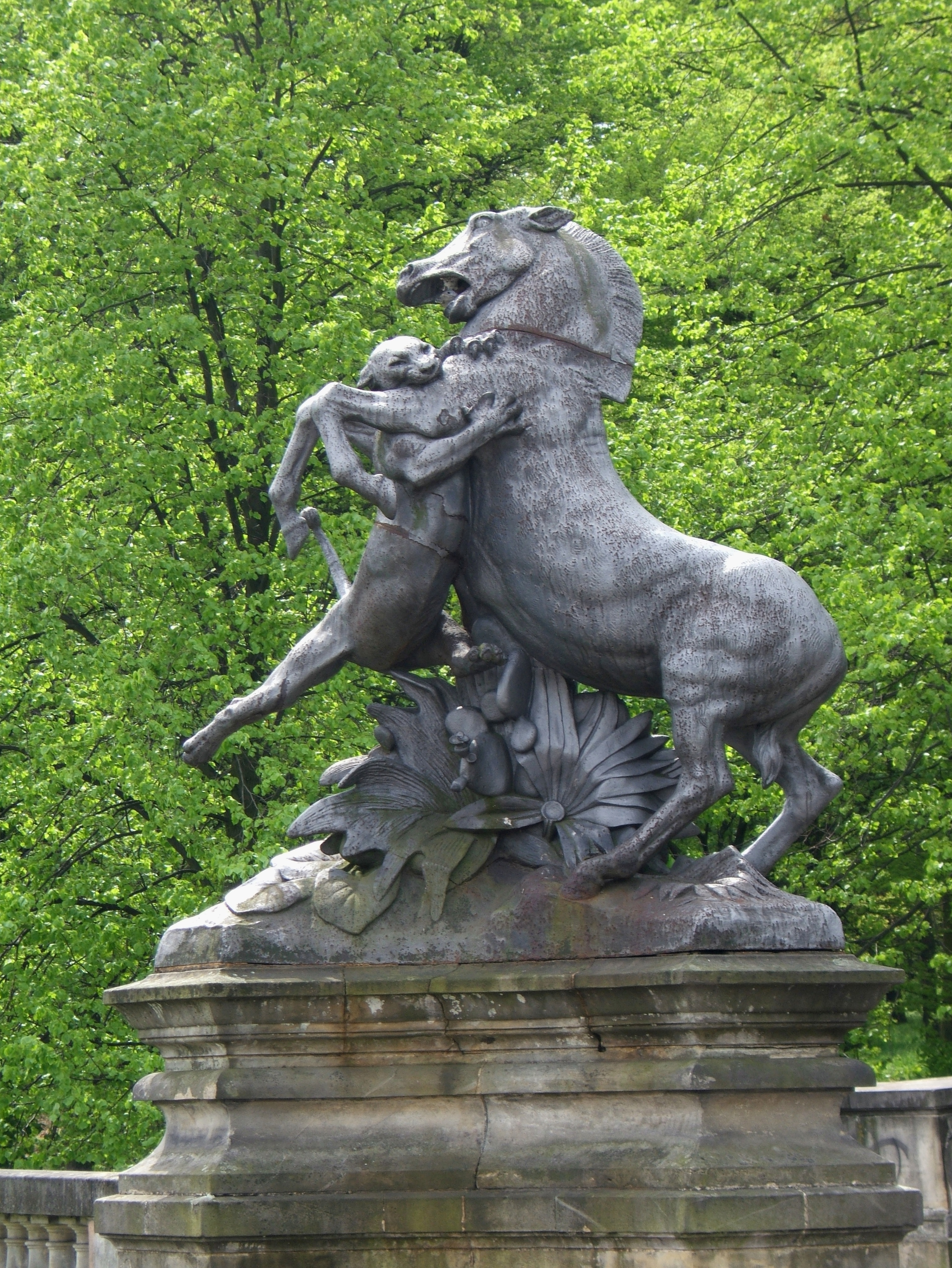
Sculpture de l'architecte Emmanuel Frémiet dans le parc du château

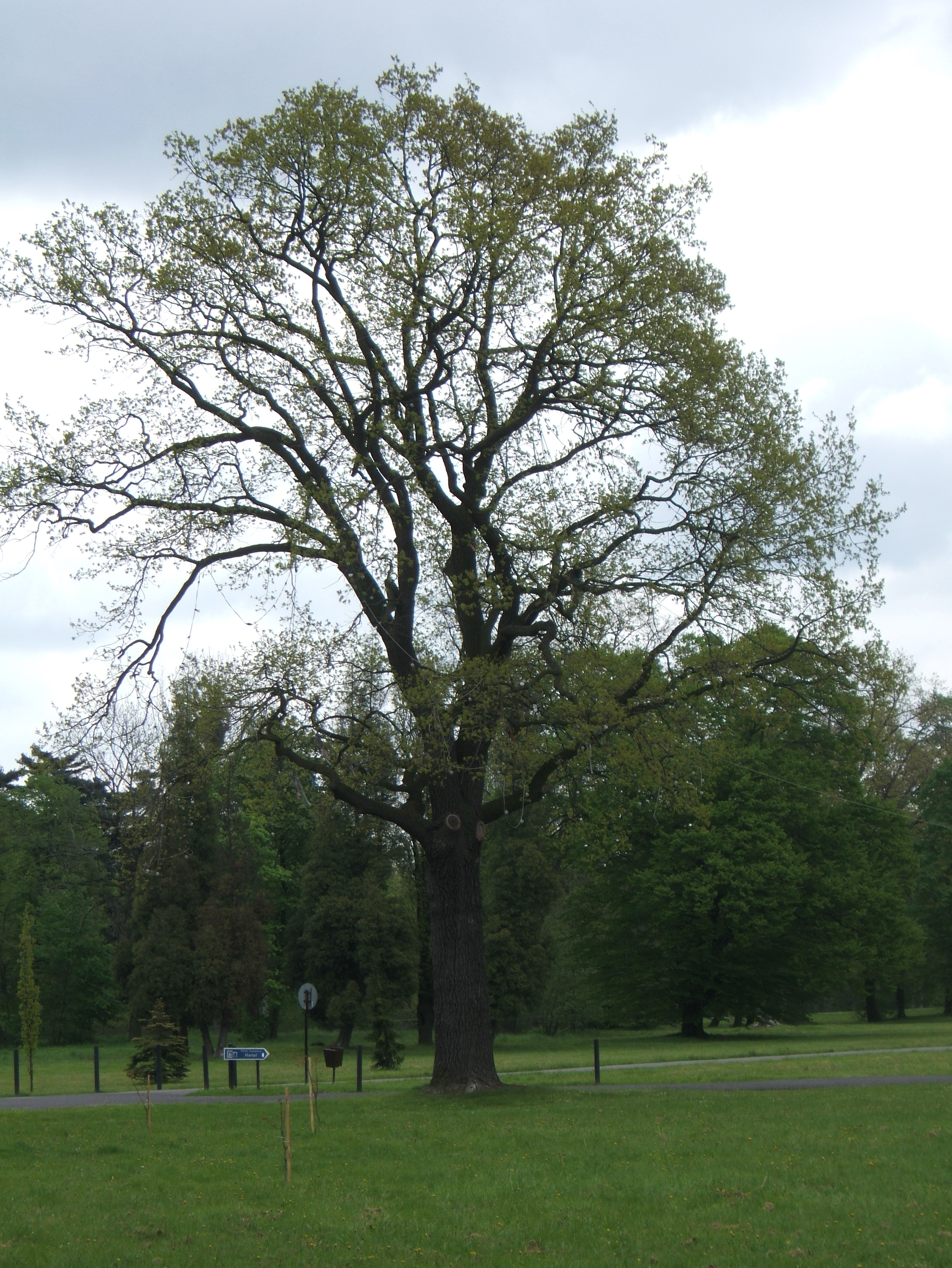
Chêne dans le parc du château

Durant le XIXe siècle, le Grave Carl Lazare décida d'agrandir la propriété familiale en achetant de nouveaux biens. Pendant cette période, le domaine fut aménagé de façon déterminante. Le vieux château fut tout d'abord élargi et revisité dans un style Tudor. 
En 1848, Carl Lazare transféra à son fils, le promettant nouveau-né comte Guido Henckel von Donnersmarck, l'ensemble de sa fortune. Vingt ans plus tard ce dernier ordonna la construction d'un nouveau et deuxième château, près du grand lac du parc. La direction des travaux fut initialement confiée à l'architecte français Pierre Manguin, qui en 1857 avait déjà restauré le château français de Pontchartrain en Seine-et-Oise pour sa seconde épouse, la marquise de Païva, née Esther Pauline Blanche Lachmann. 
En étroite référence stylistique à Pontchartrain (voir illustrations ci-dessous), la nouvelle résidence des Donnersmarck fut édifiée dans un style néo-baroque. Après la mort de Manguin (1869), la direction des travaux fut confiée à Hector-Martin Lefuel, alors architecte en chef du nouveau musée du Louvre, qui acheva la construction en 1876. Le château Tudor fut renommé ancien château. 
Un troisième palais, plus petit, fut érigé à partir de 1906 au sud-est du nouveau château, dit "le Palais des cavaliers".
En 1865 l'ingénieur irlandais Fox fut chargé de la supervision de l'aménagement des 250 hectares du parc, s'appuyant sur les plans établis par le défunt Peter Joseph Lenné et son élève Gustav Meyer. Il créa un parc paysagiste à l'anglaise, constitué de bosquets et de prairies entrecoupés de petits ruisseaux, sur lesquels des ponts en pierre et en fonte furent construits. Neudeck disposa alors de deux des plus prestigieux châteaux et de l'un des plus grands parcs de l'Empire allemand.
Cet ensemble unique composé de l'ancien et du nouveau château, du "Palais des cavaliers" ainsi que de la chapelle  seigneuriale et funéraire des Donnersmarck, fut visité à plusieurs reprises par l'empereur Guillaume II, pour y chasser dans les bois environnants et bénéficier des crédits du comte. L'empereur honora le comte Guido du titre de prince de Donnersmarck, en récompense de ses mérites dans les domaines politique et économique (Graf Guido Henckel Fürst von Donnersmarck). Ainsi, Neudeck devint une résidence princière. Le nouveau prince avait possession de vastes territoires, en tout vingt-sept mille cinq cents hectares répartis en Europe centrale, principalement en Haute-Silésie (possession de nombreuses exploitations minières), mais également en Galicie autrichienne et dans le Royaume du Congrès, occupé alors par la Russie.

### Entre-deux-guerres

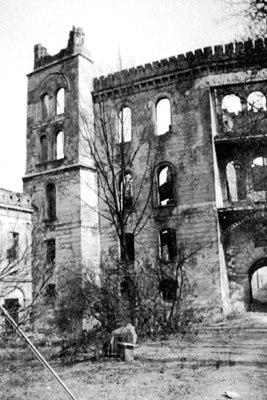
L'ancien château en 1958

En 1922, après le Plébiscite de Haute-Silésie, Neudeck revient sous souveraineté polonaise et fut renommé Świerklaniec; les Henckel de Donnersmarck parvinrent toutefois à préserver leur propriété sous le règne polonais car le fils de Guido prêta allégeance à la Pologne. 
De 1924 à 1937 l'ancien président de la confédération suisse Felix Calonder résida dans le château en tant que Président de la Commission Mixte pour la Haute-Silésie. Sa mission consistait, en tant qu'observateur indépendant, à contrôler l'application de l'accord germano-polonais sur la haute-Silésie (Convention de Genève) et le respect des droits des minorités dans les deux parties de la région.

### Destruction et après-guerre
À la suite de la campagne de Pologne en 1939 et durant la seconde guerre mondiale, Świerklaniec et la haute-Silésie sont occupés par les troupes allemandes. 
L'année 1945 marque la fin définitive des 316 ans de présence des Henckel à Neudeck. Le domaine redevient polonais, mais la famille est expropriée par le nouveau régime communiste. Les deux châteaux sont détruits par un incendie allumé volontairement par l'armée rouge après la fin de la guerre; la population locale participa à la destruction, en pillant les différentes pièces et en dévastant le parc. Les deux anciens châteaux sont restés en ruines pendant l'après-guerre. Ni conservés, ni reconstruits, les restes furent finalement rasés en 1961. 
"Le Palais des cavaliers" a aussi été victime de dommages collatéraux en 1945, toutefois les dégâts restent limités, de sorte qu'il put être reconstruit par la suite. Le portail principal et sa clôture, qui initialement se tenaient devant le château, ont été récupérés par le zoo de Chorzów pour son propre usage. En 2006, pour le centenaire de l'existence du "Palais des cavaliers", il fut demandé au zoo de restituer le portail et sa clôture, ce qui n'aboutira pas. 
Des nombreux ornements du parc il ne subsiste que la série d'importantes sculptures en bronze, dont quatre grands groupes animaliers, d'Emmanuel Frémiet, restées intactes ; le parc lui-même a été réaménagé dans une forme simplifiée. Même si de nos jours, le domaine n'est que très partiellement conservé, le parc, les bâtiments et les monuments préservés restent appréciés des visiteurs, ce qui en fait une destination touristique appréciée.

### Les propriétaires de Neudeck (Świerklaniec)

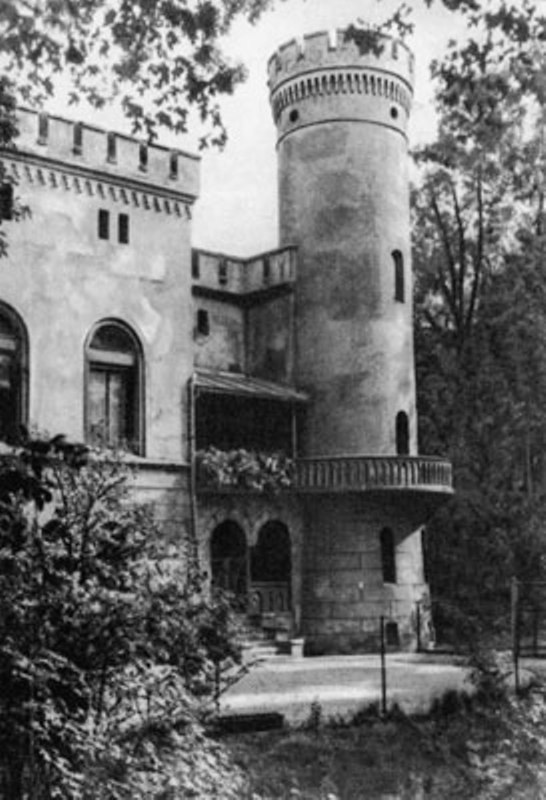
Tour sud-ouest de l'Ancien Château (1938)

Dans la liste ci-dessous sont répertoriés les différents propriétaires du château et du domaine de Neudeck de 1497 à 1945. Les périodes durant lesquelles la propriété appartenait au duc Jean II sont colorées en bleu, sous la domination des Hohenzollern en rouge, et la courte période de domination habsbourgeoise en blanc. Les Henckel von Donnersmarck possédèrent la propriété le plus longtemps, leur période de règne est colorée en jaune.
- 1497-1526 : Jean II le Bon
- 1526-1543 : Georges le Pieux
- 1543-1603 : Georges Frédéric de Ansbach
- 1603-1608 : Joachim Frédéric
- 1608-1620 : Jean-Georges
- 1620-1623 : Habsbourg
- 1623-1624 : Lazare I. d. Ä.
- 1624-1664 : Lazare II d. J.
- 1664-1671 : Joseph VII Frédéric
- 1671-1716 : Charles Maximilien
- 1716-1727 : Leo Maximilian
- 1727-1760 : Erdmann Karl
- 1760-1805 : Erdmann Gustav
- 1805-1813 : Gustav Adolf
- 1813-1848 : Charles Lazarus
- 1848-1916 : Guido Henckel von Donnersmarck
- 1916-1945 : Guidotto

## Architecture

Plan de la localité

### Site et parc

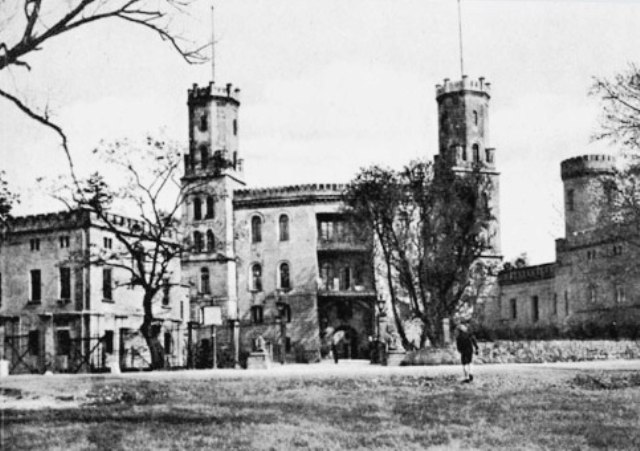
Le Vieux Château

L'ensemble du complexe du château est entouré d'un grand parc de 154 hectares ; au moment de sa réalisation, il était, avec près de 200 hectares, l'un des plus grands d'Allemagne. Il est bordé à l'ouest par la rue d'accès (ul. Parkowa), à l'est par le Lac de Diablina, le plus grand lac de la commune ; au sud et au nord, d'autres routes forment la grande partie de la limite. Depuis la rue de Parkowa, plusieurs autres routes mènent au parc, dans lequel se trouve l'accès principal à l'emplacement d'origine du nouveau château, situé dans la partie est du parc. Dans cette partie se trouve, disposé en amont, le grand lac de Diablina, qui alimente avec son eau les nombreux canaux et chutes d'eau artificielles. C'est à quelques pas vers l'ouest de cette position que se trouve le palais des cavaliers. L'emplacement de l'ancien château  est situé directement à l'entrée du parc. Au nord-est de là se trouve la chapelle nobiliaire.

### L'Ancien Château
L'aspect du château fut transformé à maintes reprises de 1840 à 1945. Le bâtiment, d'un style baroque irrégulier, obtint entre autres des ailes de style néo-gothique, qui formèrent une basse-cour. Plus tard furent rajoutées deux tours octogonales de style Tudor, et les grandes fenêtres furent raccourcies afin de s'accorder avec ce style. Ces modifications lui rendirent de nouveau un certain caractère de château fort. Le château fut cependant seulement occupé et habité lors de quelques années par la famille comtale et perdit définitivement en 1875 la faveur des propriétaires au profit de la nouvelle résidence. 
Afin de différencier les deux bâtiments, le terme ancien château ou encore château-fort (en polonais: zamek) fut employé, et servait d'appartement aux fonctionnaires du château. En 1961, à la suite d'une décision de l'administration policière, les ruines, quoique bien conservées, furent entièrement démolies. Aujourd'hui, seuls de très rares vestiges de ce château persistent.

### Le Nouveau Château

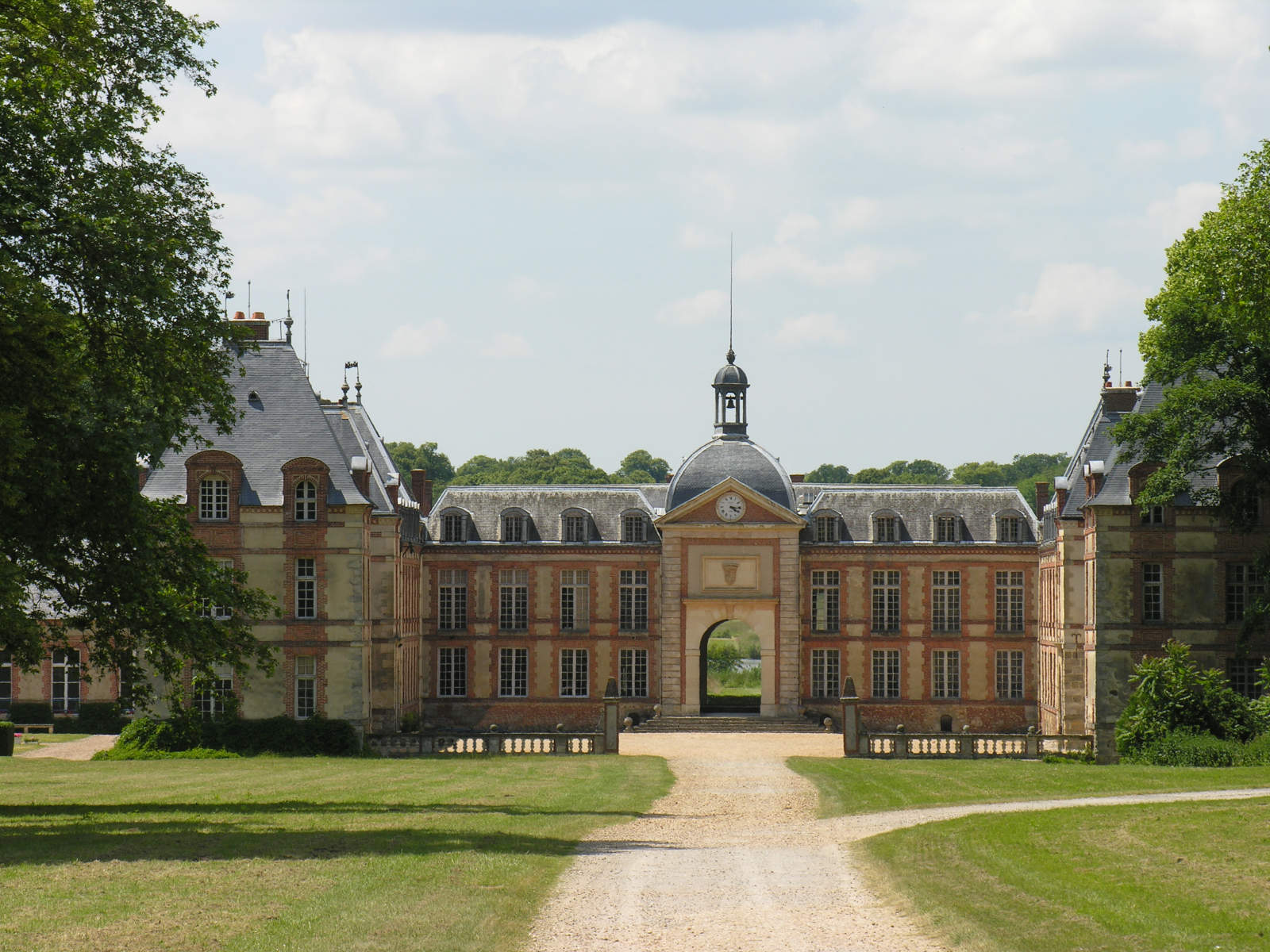
Le château de Pontchartrain, modèle d'inspiration du château de Neudeck

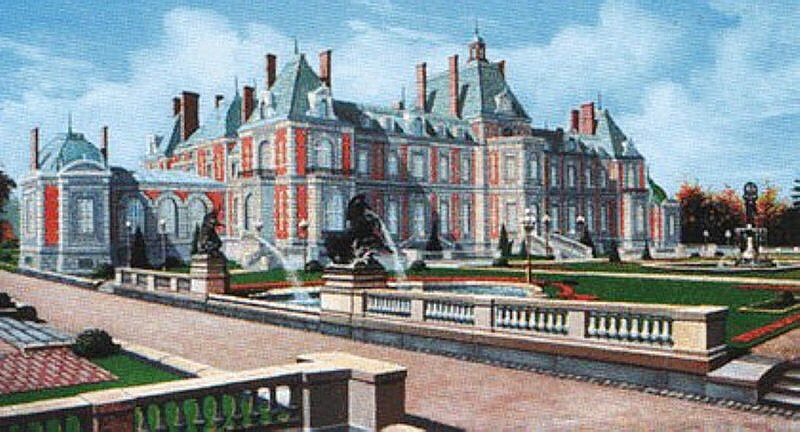
Vue sur le parc du Nouveau Château (fin du XIXe siècle)

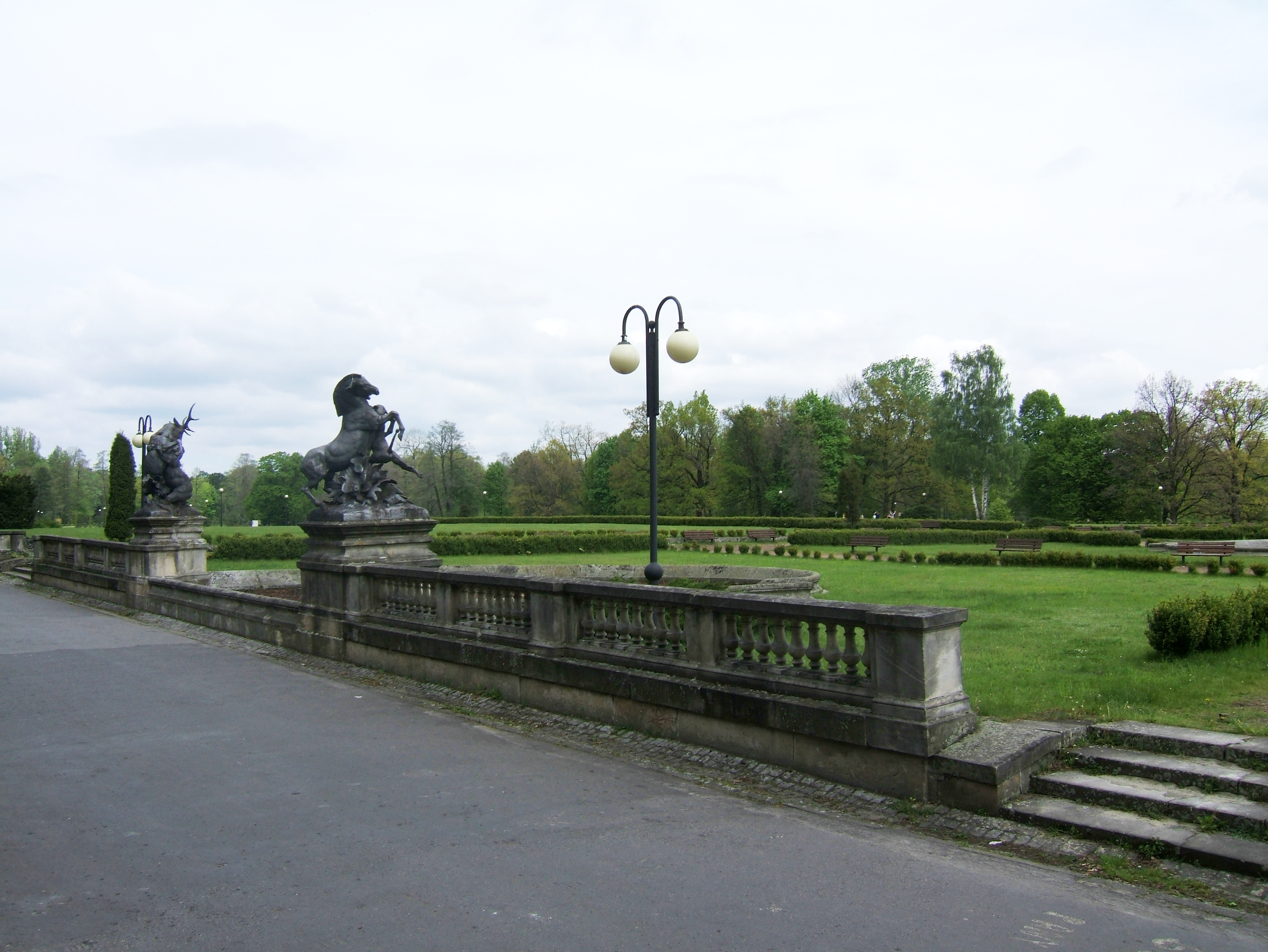
Vue sur l'emplacement d'origine du Nouveau Château, 2005

Bien que le nouveau château ne soit construit que durant le XIXe siècle, il était situé au cœur du domaine. L'idée d'un nouveau palais émergea de la dernière épouse de Guido, la Marquise de Païva, qui souhaitait un nouveau château emblématique pour remplacer l'ancien, de plus situé à la lisière du parc. 
En 1868, le célèbre architecte français Hector-Martin Lefuel commença la construction de la nouvelle résidence des Donnersmarck. Lors de la construction, une difficulté de taille fut rencontrée : la totalité des souterrains autour du lac du parc était constituée de sols boueux et humides, et à cause de son importante nappe phréatique, l'emplacement ne permettait pas l'établissement des fondations. Il a donc fallu affermir et assécher le terrain pour pouvoir construire le château sur cette place emblématique. Une méthode employée par la plupart des villes côtières fut utilisée : on posa sur le sol environ 10 000 troncs de chênes. On alla même encore plus loin : du béton fut coulé sur la construction, et l'ensemble fut recouvert d'une épaisse couche de plomb de 10 centimètres d'épaisseur. Après ces gigantesques préparatifs, les travaux proprement dits purent enfin commencer, et furent achevés en 1875. 
Le résultat fut un superbe bâtiment allongé de style néo-baroque, qui n'était en rien inférieur aux plus grands châteaux européens de l'époque. Plus tard, en raison de sa taille, le château fut surnommé le Petit Versailles ou Versailles de haute-Silésie, cependant le modèle d'inspiration était, comme mentionné ci-dessus, le château de Pontchartrain à Paris, qui de 1857 à 1888 se trouvait également en possession du prince von Donnersmarck. 
La partie centrale fut dotée d'un haut toit et d'une petite lanterne, surplombant ainsi les ailes nord et sud du château. Quatre toits plus élevés et des oriels furent rajoutés sur les côtés. Au sud et au nord de l'édifice, des pavillons d'un étage furent construits. En face de l'entrée ouest, une horloge et une clôture en fer forgé furent ajoutées pour les invités, clôture formant une place en forme d'arc en demi-cercle. Cette clôture était reliée par un imposant portail couronné de lions (aujourd'hui dans le zoo de Chorzów). Des balustrades furent érigées sur le côté est, à partir desquelles le lac était facilement accessible via des escaliers. Ces terrasses ainsi que les bassins et les sculptures sont les seuls éléments qui ont pu être conservés après la destruction du château en 1961. Ils permettent en effet de deviner la splendeur originelle du site. Les remarquables sculptures, représentant des luttes d'animaux, furent créées par le sculpteur français Emmanuel Frémiet.
Seules quelques descriptions permettent de témoigner de l'apparence et de la disposition intérieure du château, car aucun plan ou photographie n'a été conservé, ni même lors de sa destruction. Il est toutefois connu que le château disposait de 99 chambres, et une courte description du château mentionnait l'existence de cinq importantes salles. La pièce la plus grandiose était certainement la salle de bal,  avec ses galeries ; ses installations luxurieuses comprenaient de nombreuses tapisseries, mosaïques ainsi qu'un revêtement mural en malachite. 
La Salle Rouge possédait quelques œuvres d'art de valeur : la femme adultère (d'après l'évangile de Jean), L'apôtre Thomas du peintre baroque espagnol Bartolomé Esteban Murillo, un Abigél de Lucas Cranach d. Ä. et un portrait de Lessing réalisé par Anton Graff. 
Une grande bibliothèque et une collection de portraits de famille réalisés par Franz von Lenbach étaient situées dans le bureau du Comte Guido. Les dispositions architecturales des salles du château, et en particulier celles du bureau ont été conçues par la société française Christofle et son superviseur Charles Rossigneux. À côté de certains tableaux représentant des scènes de chasse dans la salle consacrée à cette pratique, il y avait notamment une cheminée ornée de la Déesse Diana, réalisée par la même société. Le tableau Mutterglück du peintre français Eugène Carrière ornait le salon de musique.

### Palais des cavaliers

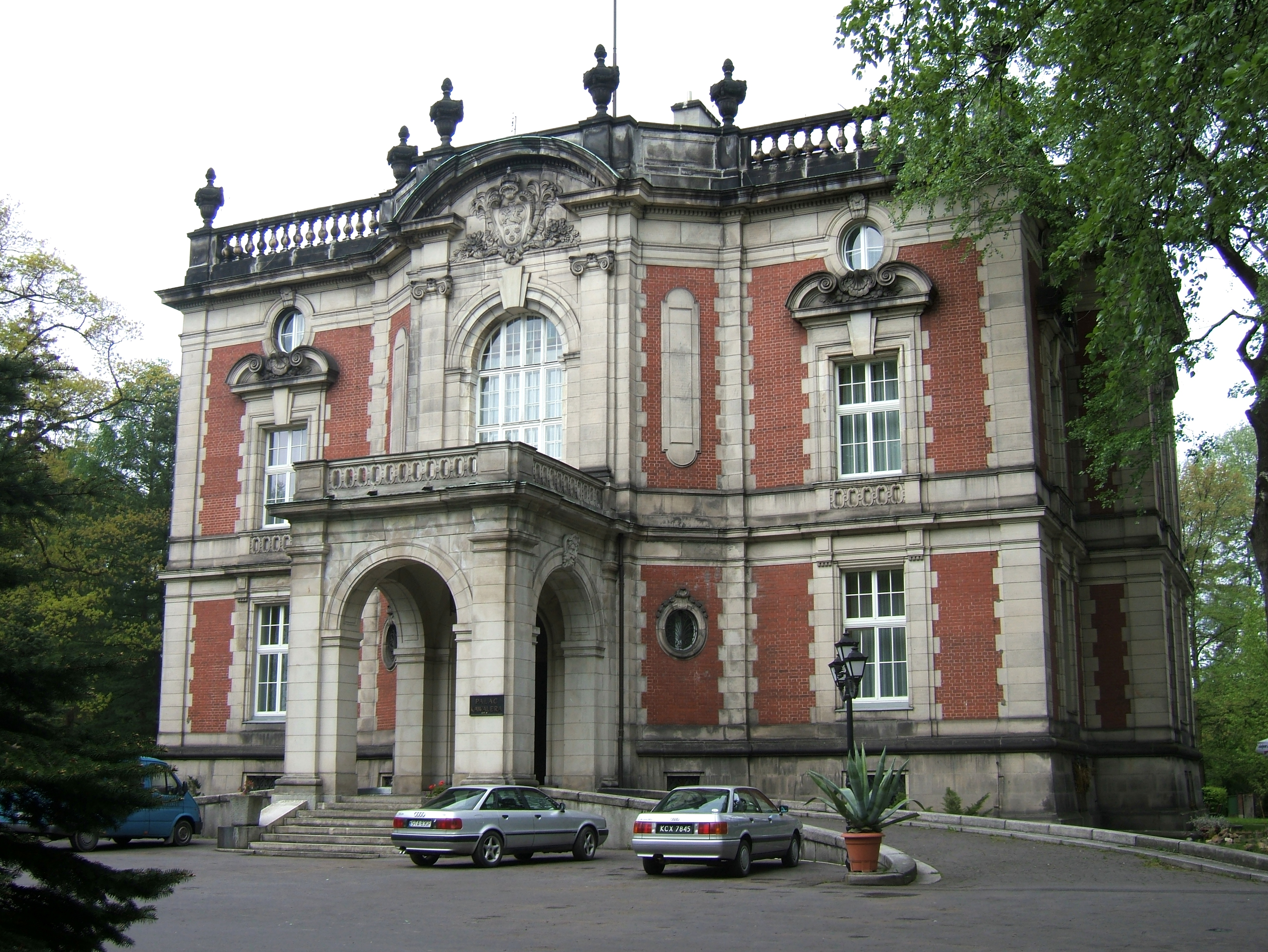
Le palais des cavaliers vu de face

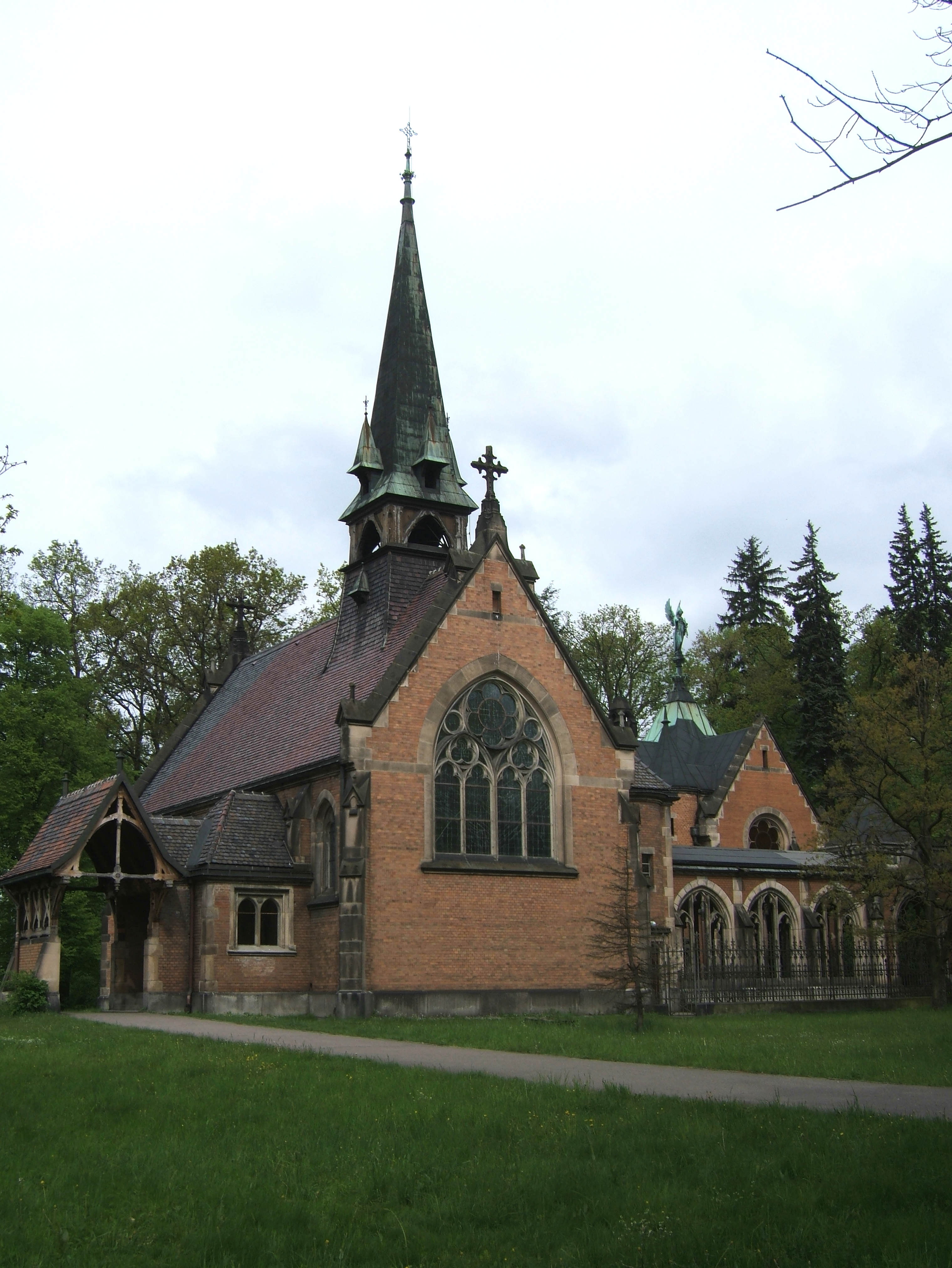
Chapelle des Donnersmarck

"Le Palais des cavaliers" (en polonais Pałac Kawalera) est l'unique bâtiment ayant survécu aux saccages de 1945. En tant que dernier bâtiment du site, il fut érigé au début du XXe siècle à proximité du nouveau château afin d'accueillir les membres les plus jeunes de la famille ainsi que les invités. Le fait que les deux châteaux ne disposaient plus assez de place pour accueillir les nombreux invités de la famille fut un caractère déterminant dans la construction de ce bâtiment.
La supervision des travaux fut confiée à l'architecte et maître d’œuvre berlinois Ernst von Ihne, il restait toutefois soumis aux directives du comité de construction comtal. Le choix de cet architecte est étroitement lié par les bons contacts qu'entretenaient les Donnersmarck avec la Cour de Berlin et l'Empereur Guillaume II, lequel résida dans ce palais à plusieurs reprises. 
Ce dernier fut construit de 1903 à 1906 dans un style néo-Renaissance. Comme pour le nouveau château, toutefois d'une ampleur moindre, les fondations durent être stabilisées. Des briques furent utilisées, qui contrastent avec les riches ornements des encadrements des fenêtres et les parties en pierre taillée de la façade. L'entrée, ornée des armoiries de la famille Donnersmarck, forme un encorbellement elliptique en pierre taillée, lequel est surplombé par les arcades d'un balcon. La corniche est couronnée d'une balustrade ornée par des volutes. La partie extérieure du bâtiment de deux étages utilise principalement la hauteur et la verticalité pour obtenir un rendu efficace, verticalité toutefois interrompue par les corniches. Dans des buts de représentation, l'escalier principal au centre du bâtiment concède beaucoup de place. À l'intérieur, le palais est composé de nombreux parloirs et les installations d'origine ont été en grande partie conservées.
Depuis 1992, le bâtiment héberge un hôtel-restaurant; avec le parc, "le Palais des cavaliers" représente l'attraction principale de la commune actuelle de Świerklaniec.

### La chapelle
L'actuelle chapelle des Donnersmarck, de style néo-gothique, a été construite de 1895 à 1897 par Carl Julius Raschdorff au nord-est de l'ancien château. L'église berlinoise de Monbijou a servi de modèle à la construction. 
La chapelle, d'une part, devait servir de lieu de culte au protestantisme pour les habitants du château et la population locale, d'autre part, le mausolée (construit entre 1903 et 1905) servait de lieu de repos à quelques membres de la lignée des Donnersmarck de Neudeck. Le comte Guido Henckel prince von Donnersmarck († 1916) et sa seconde épouse, Catherine Fillipowa Christianowitsch, une noble russe, furent notamment inhumés dans le mausolée. Son père, Carl Lazare Henckel von Donnersmarck († 1864), fut toutefois enterré à proximité de l'ancien château (le mausolée n'existe plus à ce jour). 
L'édifice est entouré de canaux et d'arbres centenaires. La petite chapelle néo-gothique a une forme rectangulaire et est surplombée d'un clocheton. Au nord, elle est rejointe par un petit cloître, bordé par le mausolée. Au sommet du toit de la chapelle, un ange de cuivre est représenté, symbolisant la fonction du bâtiment. Parmi les nombreux détails architecturaux, un relief de l'Agnus Dei (Agneau de Dieu), et quelques gargouilles sont à noter. À l'intérieur, les équipements et dispositions d'origine n'ont pas pu être conservés car après la Seconde Guerre mondiale, les bâtiments ecclésiastiques furent pillés. La paroisse locale parvint à reprendre le contrôle de la chapelle en la rachetant en 1947. 
En 1957, la chapelle, après avoir surmonté de nombreux obstacles administratifs, retrouva son caractère de lieu sacré et fut de nouveau équipée. Toutefois, elle n'était pas encore sauvée : en effet, dans les années suivantes, la chapelle rencontra de nouveau des problèmes car, pour des raisons politiques, un droit d'entrée devait être payé afin de participer à la messe et le bâtiment fut donc peu convoité. Par la suite, des débats eurent lieu afin de déterminer si la chapelle devait être détruite ou non afin de construire des vestiaires avec toilettes pour l'installation d'une nouvelle piscine municipale. 
Finalement, la paroisse réussit à rénover l'église en trois ans, jusqu'en 1983; la chapelle sert aujourd'hui à la communauté chrétienne locale.